# Dudù il maggiolino a tutto gas
Dudù il maggiolino a tutto gas (Ein Käfer auf Extratour) è un film del 1973 diretto da Rudolf Zehetgruber.
È il terzo film della fortunata serie del Maggiolino Dudù prodotta nella Repubblica Federale Tedesca, dopo Il maggiolino Dudù contro leoni, pantere e zebù (1971) e Dudù il maggiolino scatenato (1972). Fu seguito da Dudino il supermaggiolino (1975) e Zwei tolle Käfer räumen auf (1978).

## Trama
Narra dell'inseguimento di un fuorilegge da parte di Jimmy Bondi ed il suo collega, entrambi dentro il Maggiolino. Alla fine riescono a catturare il malvagio e si sposano con due ragazze che avevano conosciuto durante il viaggio.